# السكك الحديدية الأذرية
السكك الحديدية الأذربيجانية (بالأذرية: Azərbaycan Dəmir Yolları)‏ هي شركة النقل بالسكك الحديدية الوطنية المملوكة للدولة في جمهورية أذربيجان . بإجمالي أطوال 2,918 كـم (1,813 ميل) ، 1,520 ملم (4 أقدام و11+27/32 بوصة)
السكك الحديدية الأذربيجانية هي خليفة السكك الحديدية السوفيتية في مناطق جمهورية أذربيجان ، والتي كانت في حد ذاتها في سابقاتها خليفة السكك الحديدية الإمبراطورية الروسية.
بعد انهيار الاتحاد السوفيتي في عام 1991، انقسم نظام السكك الحديدية الخاص به إلى أنظمة السكك الحديدية الوطنية لمختلف الجمهوريات السوفيتية السابقة التي نشأت منها جمهورية أذربيجان المستقلة وخطوط السكك الحديدية الأذربيجانية في ذلك العام.
تم إنشاء أول خط سكة حديد في أذربيجان عام 1878 وافتتح عام 1880 في الضواحي خارج باكو.
من إجمالي طول الاستغلال للطريق 72% أو 2,117 كـم (1,315 ميل) في خدمة الناقل المشتركة ولا تشمل الخطوط السكك الحديدية الصناعية التى تستخدم لنقل البضائع .
من إجمالي طول الاستغلال للطريق 43% أو 1,767 كـم (1,098 ميل) مكهربة .
حوالي 38% من طول خطوط السكك الحديدية أو 1,126 كـم (700 ميل) مجهزة بكتل أوتوماتيكية كاملة و 16% أو 479 كـم (298 ميل) مجهزة بمرسلين مركزيين .
تحتوي السكك الحديدية على 176 محطة، 2 منها بيلشاري (في باكو) وشيرفان مؤتمتة بالكامل، و12 محطة تعمل بنظام النقل بالحاويات بآليات وآلات ملائمة، و3 محطات – كيسلاري (في باكو)، وكنجه ، وشيردالان قادرة على توفير حاويات البضائع العالية .
هناك 2,918 كـم (1,813 ميل) من خطوط السكك الحديدية منها 72٪ أو 2,117 كـم (1,315 ميل) هي مسار واحد و 28% أو 815 كـم (506 ميل) عبارة عن مسارات مزدوجة .
إلى جانب خط السكة الحديد كارس-تبليسي-باكو ، وهو مشروع ربط السكك الحديدية الإقليمي الذي يربط تركيا وجورجيا وأذربيجان مباشرة منذ عام 2017، يتم تحديث خطوط السكك الحديدية في أذربيجان بمخزون سكك حديدية سريع جديد ليحل محل مخزون السكك الحديدية القديم.